# Carl Gotthelf Lehmann

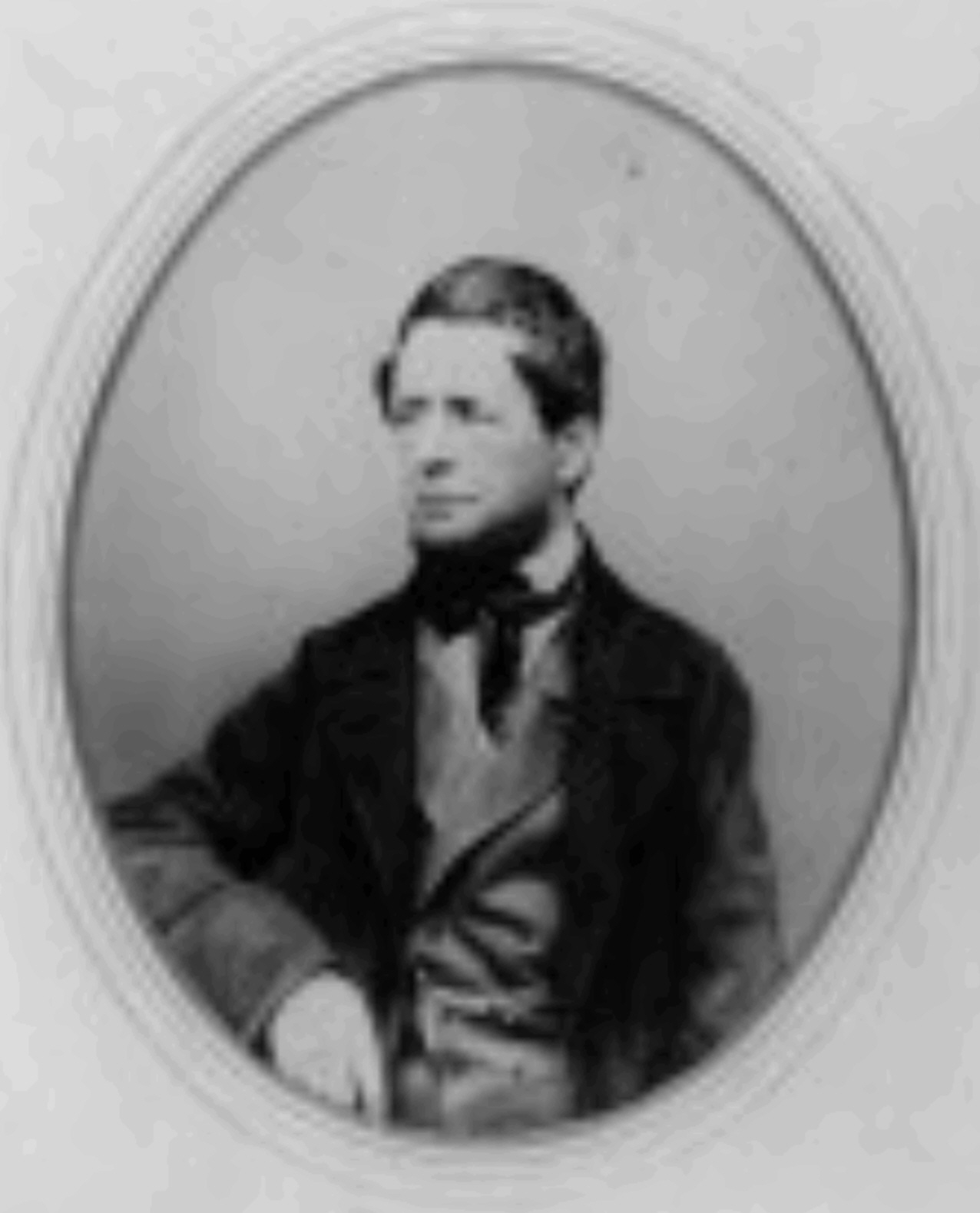
Carl Gotthelf Lehmann (um 1855)

Carl Gotthelf Lehmann (* 7. März 1812 in Leipzig; † 6. Januar 1863 in Jena) war ein deutscher Chemiker und Physiologe.

## Leben
Lehmann studierte ab 1830 an der Universität Leipzig Medizin und wurde 1835 mit der Arbeit „De urina diabetica“ promoviert. Nach seiner Habilitation 1837 wurde er 1842 zum außerordentlichen Professor für Medizin berufen. Ab 1847 hatte er eine Professur für Physiologische Chemie in Leipzig inne, ab 1854 als Lehrstuhlinhaber. 1856 erhielt Lehmann den Ruf auf den Lehrstuhl für Allgemeine Chemie an der Friedrich-Schiller-Universität Jena. Nach seinem Tod 1863 folgte ihm Anton Geuther als Lehrstuhlinhaber.
Carl Gotthelf Lehmann war Autor mehrerer Lehrbücher.

## Ehrungen
Er wurde 1846 zum Mitglied der Sächsischen Akademie der Wissenschaften und 1858 zum Mitglied der Deutschen Akademie der Naturforscher Leopoldina gewählt.

## Bekannte Schüler
- Ernst Schulze
- Karl Hugo Huppert

## Veröffentlichungen (Auswahl)
- Vollständiges Taschenbuch der theoretischen Chemie. Volckmar, Leipzig 1840. (Digitalisat der 4. Auflage, Leipzig, Renger 1859: urn:nbn:de:bvb:12-bsb10073182-6)
- Lehrbuch der physiologischen Chemie. 3. Bände, Engelmann, Leipzig 1842–1850. (Digitalisate der 2. Auflage (1853), 1. Band: urn:nbn:de:bvb:12-bsb10073179-3, 2. Band: urn:nbn:de:bvb:12-bsb10073180-6, 3. Band: urn:nbn:de:bvb:12-bsb10073181-1)
- Handbuch der physiologischen Chemie, Leipzig 1854. (Digitalisat)